# Lankesterella
Lankesterella je rod kaćunovki iz podtribusa Spiranthinae, dio tribusa Cranichideae. 
Postoji 9 vrsta iz tropske Amerike.

## Vrste
1. Lankesterella alainii Nir
2. Lankesterella caespitosa (Lindl.) Hoehne
3. Lankesterella ceracifolia (Barb.Rodr.) Mansf.
4. Lankesterella glandula Ackerman
5. Lankesterella gnomus (Kraenzl.) Hoehne
6. Lankesterella longicollis (Cogn.) Hoehne
7. Lankesterella orthantha (Kraenzl.) Garay
8. Lankesterella parvula (Kraenzl.) Pabst
9. Lankesterella salehi Pabst

## Sinonimi
- Cladobium Schltr.